# شهرستان مک‌کلاچ (تگزاس)
شهرستان مک‌کلاچ، تگزاس (به انگلیسی: McCulloch County, Texas) یک سکونتگاه مسکونی در ایالات متحده آمریکا است که در تگزاس واقع شده‌است.

## خصوصیات
شهرستان مک‌کلاچ ۲٬۷۷۹٫۰۷ کیلومترمربع مساحت دارد.